# محمد فوقانی

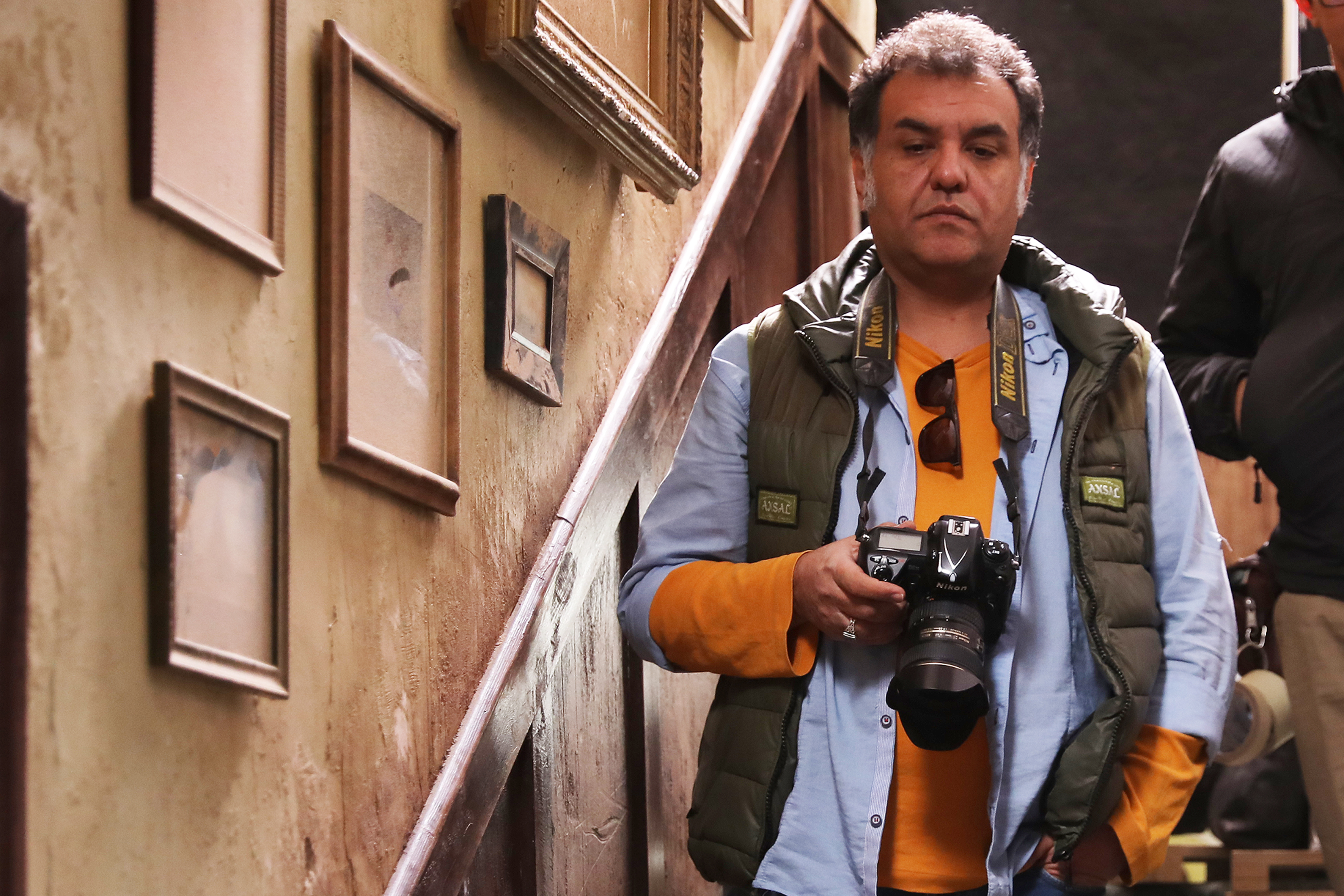

محمد فوقانی (زاده ۲۷ تیر ۱۳۴۴) مشهور به نادر فوقانی عکاس سینما و تلویزیون اهل ایران است.

## پیشینه
فوقانی در سال ۱۳۶۲ کار خود را به عنوان عکاس با عکاسی پرتره آغاز کرد. او در سال ۱۳۷۱ وارد سینما شد. وی در بیش از ۱۴۰ پروژه سینمایی و سریال و تله فیلم حضور داشته‌است. از جمله فیلم‌های برگزیده وی می‌توان محمد رسول‌الله، کودک قهرمان، دست‌های آلوده و کاغذ بی خط و سریال‌های پایتخت، پلیس جوان، خانه به دوش نام برد.

## جوایز و افتخارات
- دریافت نشان درجه یک هنری دکترای عکاسی،
- برنده سیمرغ بلورین و دیپلم افتخار جشنواره فیلم فجر برای فیلم پستچی سه بار در نمی‌زند (۱۳۸۸)
- برنده سیمرغ بلورین و دیپلم افتخار جشنواره فیلم فجر برای فیلم دموکراسی تو روز روشن (۱۳۸۹)
- عکاس برگزیده در چهارمین جشن عکاسان سینمای ایران
- دریافت دیپلم افتخار از ویتوریو استرارو مدیر فیلمبرداری فیلم سینمایی محمد رسول‌الله
- دریافت تندیس از جشنواره تصویر سال
- دریافت روبان افتخار از جشنواره فتوژورنالیست آمریکا

## کارنامه عکاسی سینما
کودک قهرمان - کمال تبریزی (۱۳۷۲)
آنها هیچ‌کس را دوست ندارند - جعفر سیمائی (۱۳۷۲)
مجازات - جهانگیر جهانگیری (۱۳۷۳)
خط آتش - سجادی حسینی (۱۳۷۳)
فرار از جهنم - شفیع آقا محمدیان (۱۳۷۴)
متهم - کریم آتشی (۱۳۷۵)
روی خط مرگ - شفیع آقا محمدیان (۱۳۷۵)
یورش - محسن محسنی نسب (۱۳۷۶)
چشم عقاب - شفیع آقا محمدیان (۱۳۷۶)
شبیخون - جمشید آهنگرانی (۱۳۷۶)
عشق کافی نیست - مهدی صباغ زاده (۱۳۷۷)
 دستهای آلوده -سیروس الوند (۱۳۷۷)
شیرهای جوان - محسن محسنی نسب (۱۳۷۸)
همسر دلخواه من - افشین شرکت (۱۳۷۹)
مانی و ندا - پرویز صبری (۱۳۷۹)
کاغذ بی خط - ناصر تقوائی (۱۳۸۰)
شب برهنه - سعید سهیلی (۱۳۸۰)
مزاحم - سیروس الوند (۱۳۸۰)
بانوی کوچک - مهدی صباغزاده (۱۳۸۰)
نغمه - ابوالقاسم طالبی (۱۳۸۱)
کلاه قرمزی و سروناز - ایرج طهماسب (۱۳۸۱)
غوغا - سعید سهیلی (۱۳۸۱)
برگ برنده - سیروس الوند (۱۳۸۱)
عروس افغان - ابوالقاسم طالبی (۱۳۸۲)
باج خور - فرزاد مؤتمن (۱۳۸۲)
تارا و تب توت فرنگی - سعید سهیلی (۱۳۸۲)
خوابگاه دختران - حسین لطیفی (۱۳۸۲)
شارلاتان - آرش معیریان (۱۳۸۳)
شاخه گلی برای عروس- قدرت صلح میرزائی (۱۳۸۳)
ازدواج صورتی - منوچهر مصیری (۱۳۸۳)
چند می‌گیری گریه کنی - شاهد احمد لو (۱۳۸۳)
قتل آنلاین - مسعود آب پرور (۱۳۸۴)
ف قلقلک -مسعود نوابی (۱۳۸۴)
اگه میتونی منو بگیر - شاهد احمد لو (۱۳۸۴)
پارک وی -فریدون جیرانی (۱۳۸۵)
کارناوال مرگ -رضا اعظمیان (۱۳۸۵)
رفیق بد - عباس احمدی مطلق (۱۳۸۵)
در میان ابرها -روح‌الله حجازی (۱۳۸۶)
موش - شاهد احمد لو (۱۳۸۶)
پاتو زمین نزار - ایرج قادری (۱۳۸۶)
امشب شب مهتابه - هادی کریمی (۱۳۸۷)
پستچی سه بار در نمی‌زند - حسن فتحی (۱۳۸۷)
تردید - واروژ کریم مسیحی (۱۳۸۷)
آقای هفت رنگ - شهرام شاه حسینی (۱۳۸۷)
نیش و زنبور - حمید صلاحمند (۱۳۸۸)
شرط اول - مسعود اطیابی (۱۳۸۸)
دموکراسی تو روز روشن - علی عطشانی (۱۳۸۸)
پیتزا مخلوط - قاسم جامی (۱۳۸۹)
من مادر هستم - فریدون جیرانی (۱۳۸۹)
نفرین - علی توکل نیا (۱۳۸۹)
ضد گلوله - مصطفی کیائی (۱۳۹۰)
محمد رسول‌الله - مجید محیدی (۱۳۹۰)
لاله - اسدالله نیک نژاد (۱۳۹۲)
خط ویژه - مصطفی کیائی (۱۳۹۲)
یتیم خانه ایران -ابوالقاسم طالبی (۱۳۹۴–۱۳۹۳)
بارکد - مصطفی کیائی (۱۳۹۴)
امپراتور جهنم - پرویزشیخ طادی (۱۳۹۵)
سوء تفاهم - احمدرضا معتمدی (۱۳۹۶)
روی خط صفر - مهرداد غفارزاده (۱۳۹۷–۱۳۹۶)
مأموریت غیرممکن - یعقوب غفاری (۱۳۹۷)
تگزاس ۲ - مسعوداطیابی (۱۳۹۷)
آفتاب نیمه شب - شهریار بحرانی (۱۳۹۸)

## کارنامه و عکاسی در سریال‌های تلوزیونی
سالهای خاکستری -محمد رضا ورزی (۱۳۷۸)
کریم خان زند - محمد رضا ورزی (۱۳۷۹)
پلیس جوان - سیروس مقدم (۱۳۸۰)
در یائی‌ها -سیروس مقدم (۱۳۸۱)
دون شرح - مهدی مظلومی (۱۳۸۱)
کوچه اقاقیا -رضا عطاران (۱۳۸۲)
بانکی‌ها- هدی مظلومی (۱۳۸۲)
هنگامه - مجید جوانمرد (۱۳۸۲)
ریحانه - سیروس مقدم (۱۳۸۳)
خانه به دوش -رضا عطاران (۱۳۸۳)
رسم عاشقی - سعید سلطانی (۱۳۸۳)
کمربندها را ببندیم - مهدی مظلومی (۱۳۸۳)
متهم گریخت -رضا عطاران (۱۳۸۴)
نرگس - سیروس مقدم (۱۳۸۴)
و… خداوند عشق را آفرید - مسعود شاه محمدی (۱۳۸۴)
او یک فرشته بود -علیرضا افخمی (۱۳۸۴)
زندگی به شرط خنده - مهدی مظلومی (۱۳۸۴)
راز کوبه‌ها -ابوالفضل احمدیان (۱۳۸۴)
بی صدا فریاد کن - مهدی فخیم زاده (۱۳۸۵)
بپرواز در حباب - سیروس مقدم (۱۳۸۵)
سالهای برف و بنفشه - سعید سلطانی (۱۳۸۵)
میوه ممنوعه - حسن فتحی (۱۳۸۶)
مأمور بدرقه - سعید سلطانی (۱۳۸۷)
اشکها و لبخندها - حسن فتحی (۱۳۸۷)
باز پرس -هدی فخیم زاده (۱۳۸۷)
تاوان - شهرام شاه حسینی (۱۳۸۸)
در مسیر زاینده رود - حسن فتحی (۱۳۸۹)
تکیه بر باد - محمود معظمی (۱۳۹۰)
تا ثریا - کارگردان سیروس مقدم (۱۳۹۰)
پایتخت ۲- سیروس مقدم (۱۳۹۱)
پایتخت ۳- سیروس مقدم (۱۳۹۱)
علی‌البدل -سیروس مقدم (۱۳۹۵)
پایتخت ۳ - سیروس مقدم (۱۳۹۵)